# Lista botaniștilor după abrevierea de autor (T–V)
Aceasta este o listă incompletă de botaniști după abrevierile lor de autor, care sunt destinate citării denumirilor științifice sau a lucrărilor pe care le-au publicat. Această listă este întocmită după Authors of Plant Names⁠(en)[traduceți] de Brummitt & Powell (1992). Utilizarea acelei liste este recomandată prin Nota 1 Rec. 46A din International Code of Nomenclature for algae, fungi, and plants. Lista este actualizată online la The International Plant Names Index și Index Fungorum.
De notat că în unele cazuri abrevierea de autor constă dintr-un nume de familie complet, iar în alte cazuri numele este abreviat sau/și însoțit de una sau mai multe inițiale. Nu se pun spații între inițiale și nume (sau abrevierea sa).

#### Ordinea intrărilor
Lista de aici este menținută strict în ordinea alfabetică a abrevierilor; astfel "A.B.Jacks." apare la litera "A" și nu la "J", și este situat astfel ca și cum caracterele ar fi fost "ABJACKS". Capitalizarea este ignorată, la fel ca și toate caracterele non-alfabetice ca puncte și spații. Semenele diacritice de asemenea sunt ignorate, astfel încât, de exemplu, "ü" este tratat ca și cum ar fi "u".

#### Navigare
Din cauza lungimii sale, lista este despărțită în mai multe pagini separate. Toate secțiunile alfabetice pot fi accesate din cuprins.

## A–S
| Liste: | A | B | C | D | E F | G | H | I J | K L | M | N O | P | Q R | S | T U V | W X Y Z |

Pentru a găsi intrări ce încep cu A–S, folosiți cuprinsul de mai sus.

## T
| Liste: Sus | A | B | C | D | E F | G | H | I J | K L | M | N O | P | Q R | S | T U V | W X Y Z |

- T.A.Chr. – Tyge Ahrengot Christensen (1918–1996)
- Takeda – Hisayoshi Takeda (1883–1972)
- Takht. – Armen Takhtajan (1910–2009)
- T.Amano – Tetsuo Amano (n. 1912)
- Tamayo – Francisco Tamayo (1902–1985)
- Tamiya – Hiroshi Tamiya (1903–1984)
- Tammes – Tine (Jantine) Tammes (1871–1947)
- Tamura – Michio Tamura (1927–2007)
- Tanaka – Chōzaburō Tanaka (scris uneori și Tyôzaburô Tanaka) (1885–1976)
- T.Anderson – Thomas Anderson (1832–1870)
- Tangav. – A. C. Tangavelou (fl. 2003)
- Tansley – Arthur Tansley (1871–1955)
- Tärnström – Christopher Tärnström (1703–1746)
- Tartenova – M. A. Tartenova (fl. 1957)
- Tat. – Alexander Alexejevitch Tatarinow (1817–1886)
- Tate – Ralph Tate (1840–1901). A nu se confunda cu James Charles Tate, adesea menționat simplu ca Tate
- Tateoka – Tsuguo Tateoka (1931–1994)
- Tatew. – Misao Tatewaki (1899–1976)
- Taton – Auguste Taton (1914–1989)
- Taub. – Paul Hermann Wilhelm Taubert (1862–1897)
- Tausch – Ignaz Friedrich Tausch (1793–1848)
- Tawan – Cheksum Supiah Tawan (n. 1959)
- T.A.Williams – Thomas Albert Williams (1865–1900)
- Taylor – Thomas Taylor (1775–1848)
- T.Baskerv. – Thomas Baskerville (1812–1840)
- T.Baytop. – Turhan Baytop (botanist turc, 20 iunie 1920 – 25 iunie 2002)
- T.Bastard – Thomas Bastard (d. 1815)
- T.B.Lee – Tchang Bok Lee (fl. 1961)
- T.B.Moore – Thomas Bather Moore (1850–1919)
- T.Cao – Tong Cao (n. 1946)
- T.C.Chen – Tê Chao Chen (n. 1926)
- T.C.E.Fr. – Thore Christian Elias Fries (1886–1930)
- T.Chen – T. Chen (fl. 1985)
- T.C.Huang – Tseng Chieng Huang (n. 1931)
- T.C.Palmer – Thomas Chalkley Palmer (1860–1935)
- T.C.Pan – Ti Chang Pan (n. 1937)
- T.C.Scheff. – Theodore Comstock Scheffer (n. 1904)
- T.D.Jacobsen – Terry Dale Jacobsen (n. 1950)
- T.D.Penn. – Terence Dale Pennington (n. 1938)
- T.Duncan – Thomas Duncan (n. 1948)
- T.Durand – Théophile Alexis Durand (1855–1912)
- T.E.Hunt – Trevor Edgar Hunt (n. 1913)
- Teijsm. – Johannes Elias Teijsmann (1808–1882)
- Temb. – Yakov Gustavovich Temberg (n. 1914)
- Temminck – Coenraad Jacob Temminck (1778–1858)
- Temp. – Joannes Albert Tempère (1847–1926)
- Templeton – John Templeton (1766–1825)
- Temu – Ruwa-Aichi Pius Cosmos Temu (n. 1955)
- Ten. – Michele Tenore (1780–1861)
- Ten.-Woods – Julian Edmund Tenison-Woods (1832–1889)
- T.E.Raven – Tamra Engelhorn Raven (n. 1945)
- T.F.Andrews – Theodore Francis Andrews (n. 1917)
- T.F.Daniel – Thomas Franklin Daniel (n. 1954)
- T.F.Forst. – Thomas Furley Forster (1761–1825)
- T.G.Hartley – Thomas Gordon Hartley (n. 1931)
- T.G.J.Rayner – Timothy Guy Johnson Rayner (n. 1963)
- T.G.Pearson – Thomas Gilbert Pearson (1873–1943)
- T.G.White – Theodore Greely White (1872–1901)
- T.Hall. – Tony Hall (botanist) (fl. 2011)
- T.Hanb. – Thomas Hanbury (1832–1907)
- T.H.Chung – Tai Hyun Chung (1882–1971)
- Thell. – Albert Thellung (1881–1928)
- Theophr. – Theophrastus (Tyrtamus) (c. 371–c. 287 BC[necesită citare])
- Thér. – Irénée Thériot (1859–1947)
- Therese – Princess Theresa of Bavaria (1850–1925)
- Th.Fr. – Theodor Magnus Fries (1832–1913)
- Thiele – Friedrich Leopold Thiele (d. 1841)
- Thieret – John William Thieret (n. 1926)
- Thomé – Otto Wilhelm Thomé (1840–1925)
- Thomson – Thomas Thomson (1817–1878)
- T.Hong – Tao Hong (fl. 1963)
- Thonn. – Peter Thonning (1775–1848)
- Thonner – Franz Thonner (1863–1928)
- Thorel – Clovis Thorel (1833–1911)
- Thorne – Robert Folger Thorne (n. 1920)
- Thoroddsen – Þorvaldur (Thorvaldur) Thoroddsen (1855–1921)
- Thouars – Louis-Marie Aubert du Petit-Thouars (1758–1831)
- Thouin – André Thouin (1747–1824)
- Threlkeld – Caleb Threlkeld (1676–1728)
- Thuill. – Jean Louis Thuillier (1757–1822)
- Thulin – Mats Thulin (n. 1948)
- Thunb. – Carl Peter Thunberg (1743–1828)
- Thur. – Gustave Adolphe Thuret (1817–1875)
- Thurb. – George Thurber (1821–1890)
- Thurm. – Jules Thurmann (1804–1855)
- Thurn – Everard Ferdinand im Thurn (1852–1932)
- Thwaites – George Henry Kendrick Thwaites (1811–1882)
- Th.Wolf - Theodor Wolf (1841-1924)
- Tidestr. – Ivar Frederick Tidestrøm (1864–1956)
- Tiegh. – Phillippe Édouard Léon van Tieghem (1839–1914)
- Tilesius – Wilhelm Gottlieb Tilesius von Tilenau (1769–1857)
- Tiling – Heinrich Sylvester Theodor Tiling (1818–1871)
- Timeroy – Marc Antoine Timeroy (1793–1856)
- Tineo – Vincenzo Tineo (1791–1856)
- Titius – Johann Daniel Titius (Tietz) (1729–1796)
- T.Itô – Tokutarô Itô (1868–1941)
- Tjaden – William Louis Tjaden (n. 1913)
- T.J.Chester – Thomas Jay Chester (n. 1951)
- T.Jensen – Thomas Jensen (1824–1877)
- T.J.Motley – Timothy J. Motley (1966–2013)
- T.J.Sørensen – Thorvald (Thorwald) Julius Sørensen (1902–1973)
- T.J.Wallace – Thomas Jennings Wallace (n. 1912)
- T.Knight – Thomas Andrew Knight (1759–1838)
- T.Kop. – Timo Juhani Koponen (n. 1939)
- T.Lestib. – Thémistocle Gaspard Lestiboudois (1797–1876)
- T.L.Ming – Tien Lu Ming (n. 1937)
- T.Lobb – Thomas Lobb (1820–1894)
- T.MacDoug. – Thomas Baillie MacDougall (1895–1973)
- T.Marsson – Theodor Friedrich Marsson (1816–1892)
- T.M.Harris – Thomas Maxwell Harris (1903–1983)
- T.Miyake – Tsutomu Miyake (n. 1880)
- T.Moore – Thomas Moore (1821–1887)
- T.Nees – Theodor Friedrich Ludwig Nees von Esenbeck (1787–1837)
- T.N.McCoy – Thomas Nevil McCoy (n. 1905)
- T.N.Nguyen – Thi Nhan Nguyen (n. 1953)
- Tod. – Agostino Todaro (1818–1892)
- Todzia – Carol Ann Todzia (fl. 1986)
- Toledo – Joaquim Franco de Toledo (1905–1952)
- Tolm. – Alexandr Innokentevich Tolmatchew (1903–1979), also spelled Tolmachew, Tolmachev
- Tomm. – Muzio Giuseppe Spirito de Tommasini (1794–1879)
- Torén – Olof Torén (1718–1753)
- Torr. – John Torrey (1796–1873)
- Torrend – Camille Torrend (1875–1961)
- T.Osborn – Theodore George Bentley Osborn (1887–1973)
- Tourlet – Ernest Henry Tourlet (1843–1907)
- Tourn. – Joseph Pitton de Tournefort (1656–1708)
- Touton – Karl Touton (1858–1934)
- T.Q.Nguyen – To Quyen Nguyen (fl. 1965)
- T.R.Dudley – Theodore Robert Dudley (1936–1944)
- Tracy – Samuel Mills Tracy (1847–1920)
- Trad. – John Tradescant the younger (1608–1662)
- Trail – James William Helenus Trail (1851–1919)
- Tratt. – Leopold Trattinnick (1764–1889)
- Traub – Hamilton Paul Traub (1890–1983)
- Trautv. – Ernst Rudolf von Trautvetter (1809–1889)
- Treat – Mary Lua Adelia Davis Treat (1830–1923)
- Trécul – Auguste Trécul (1818–1896)
- T.Reeves – Timothy Reeves (n. 1947)
- Trel. – William Trelease (1857–1945)
- Treub – Melchior Treub (1851–1910)
- Trevelyan – Walter Calverley Trevelyan (1797–1879)
- Trevir. – Ludolf Christian Treviranus (1779–1864) (younger brother of Gottfried Reinhold Treviranus)
- Trevis. – Vittore Benedetto Antonio Trevisan de Saint-Léon (1818–1897)
- Triana – José Jerónimo Triana (1834–1890)
- Trimen – Henry Trimen (1843–1896)
- Trin. – Carl Bernhard von Trinius (1778–1844)
- Tristram – Henry Baker Tristram (1822–1906)
- Troll – Wilhelm Troll (1897–1978)
- Trotter – Alessandro Trotter (1874–1967)
- Troupin – Georges M.D.J. Troupin (n. 1923)
- Trumbull – James Hammond Trumbull (1821–1897)
- Tschermak – Erich von Tschermak–Seysenegg (1871–1962) (se folosește și Tscherm.–Seys.)
- Tscherm.–Seys. – Erich von Tschermak–Seysenegg (1871–1962) (se folosește și Tschermak)
- Tscherm.–Woess – Elizabeth Tschermak–Woess (1917–2001)[5]
- Tsiang – Ying Tsiang (1898–1982)
- T.S.Nayar – T.S. Nayar (fl. 1998)
- T.S.Palmer – Theodore Sherman Palmer (1860–1962)
- T.Spratt – Thomas Abel Brimage Spratt (1811–1888)
- T.Stephenson – Thomas Stephenson (1865–1948)
- Tswett – Mikhail Tsvet (1872–1919)
- T.S.Ying – Tsun Shen Ying (n. 1933)
- T.Taylor – Thomas Taylor (1820–1910)
- T.T.Chang – Tun Tschu Chang (1927–2006)
- T.T.McIntosh – Terry T. McIntosh (n. 1948)
- T.T.Yu – Tse Tsun Yu (1908–1986)
- Tubergen – Cornelis Gerrit van Tubergen (1844–1919)
- Tuck. – Edward Tuckerman (1817–1886)
- Tuckey – James Hingston Tuckey (1776–1816)
- Tul. – Louis René Tulasne (1815–1885)
- Tullb. – Sven Axel Tullberg⁠(sv)[traduceți] (1852–1886)
- Tunmann – Otto Tunmann (1867–1919)
- Turcz. – Nicolai Stepanovitch Turczaninow (1796–1863)
- Turner – Dawson Turner (1775–1858)
- Turpin – Pierre Jean François Turpin (1775–1840)
- Turrill – William Bertram Turrill (1890–1961)
- Tussac – François Richard de Tussac (1751–1837)
- Tutin – Thomas Gaskell Tutin (1908–1987)
- T.West – Tuffen West (1823–1891)
- Twining – Elizabeth Twining (1805–1889)
- T.W.Nelson – Thomas W. Nelson (1928–2006)
- T.Yamaz. – Takasi Yamazaki (1921–2007)
- Tzvelev – Nikolai Nikolaievich Tzvelev (n. 1925)

## U
| Liste: Sus | A | B | C | D | E F | G | H | I J | K L | M | N O | P | Q R | S | T U V | W X Y Z |

- U.C.La – Ung Chil La (fl. 1966)
- Ucria – Bernardino da Ucria (1739–1796)
- Udar – Ram Udar (1926–1985)
- Ueki – Robert Ueki (fl. 1973)
- Ulbr. – Oskar Eberhard Ulbrich (1879–1952)
- Ule – Ernst Heinrich Georg Ule (1854–1915)
- Uline – Edwin Burton Uline (1867–1933)
- Ulmer – Torsten Ulmer (n. 1970)
- U.Müll.-Doblies – Ute Müller-Doblies (n. 1938)
- Umber – Ray E. Umber (fl. 1979)
- Underw. – Lucien Marcus Underwood (1853–1907)
- Unger – Franz Joseph Andreas Nicolaus Unger (1800–1870)
- Unwin – William Charles Unwin (1811–1887)
- Upham – Warren Upham (1850–1934)
- U.P.Pratov – Uktam Pratovich Pratov (n. 1934)
- Urb. – Ignatz Urban (1848–1931)
- Ursch – Eugène Ursch (1882–1962)
- U.Schneid. – Ulrike Schneider (n. 1936)
- Usteri – Paul Usteri (1768–1831)
- Utsch – Jacob Utsch (1824–1901)

## V
| Liste: Sus | A | B | C | D | E F | G | H | I J | K L | M | N O | P | Q R | S | T U V | W X Y Z |

- V.A.Funk – Victoria Ann Funk (n. 1947)
- Vaga – August Vaga (1893–1960)
- Vahl – Martin Vahl (1749–1804)
- Vail – Anna Murray Vail (1863–1955)
- Vaill. – Sébastien Vaillant (1669–1722)
- Vain. – Edvard (Edward) August Vainio (1853–1929)
- Val. - see Valeton
- Valck.Sur. – Jan Valckenier Suringar (1864–1932)
- Valentine – David Henriques Valentine (1912–1987)
- Valeton – Theodoric Valeton (1855–1929)
- Valls – José Francisco Montenegro Valls (n. 1945)
- V.A.Matthews – Victoria Ann Matthews (n. 1941)
- Vand. – Domenico Agostino Vandelli (1735–1816)
- Van der Byl – Paul Andries van der Bijl (1888–1939)
- van der Werff – Henk van der Werff (n. 1946)
- Vanhöffen – Ernst Vanhöffen (1858–1918)
- Van Houtte – Louis Benoit Van Houtte (1810–1876)
- Vanij. – Ongkarn Vanijajiva (n. 1977)
- V.A.Nikitin – Vladimir Alekseevich Nikitin (1906–1974)
- Vaniot – Eugene Vaniot (d. 1913)
- van Jaarsv. – Ernst van Jaarsveld (n. 1953)
- Van Scheepen – Johan Van Scheepen (fl. 1997)
- Vasey – George Vasey (1822–1893)
- Vassilcz. – I. T. Vassilczenko (Иван Т. Васильченко) (n. 1903)
- Vatke – Wilhelm Vatke (1849–1889)
- Vattimo – Ítalo de Vattimo (n. 1930)
- Vaupel – Friedrich Karl Johann Vaupel (1876–1927)
- Vavilov – Nikolai Vavilov (1887–1943)
- V.B.Heinrich – Volker B. Heinrich (fl. 2009)
- V.Cordus – Valerius Cordus (1515–1544)
- V.D.Matthews – Velma Dare Matthews (1904–1958)
- Veitch – John Gould Veitch (1839–1870)
- Veldk. – Jan Frederik Veldkamp (n. 1941)
- Velen. – Josef Velenovský (1858–1949)
- Vell. – José Mariano da Conceição Vellozo (1742–1811)
- Velley – Thomas Velley (1749–1806)
- Velloso – Joaquim Velloso de Miranda (1733–1815)
- Vent. – Étienne Pierre Ventenat (1757–1808)
- Verdc. – Bernard Verdcourt (n. 1925)
- Verschaff. – Ambroise Colette Alexandre Verschaffelt (1825–1886)
- Vesque – Julien Joseph Vesque (1848–1895)
- V.Gibbs – Vicary Gibbs (1853–1932)
- Vickery – Joyce Winifred Vickery (1908–1979)
- Vict. – Conrad Kirouac, Brother Marie-Victorin (1885–1944)
- Vida – Gábor Vida (n. 1935)
- Vidal – António José Vidal (1808–1879)
- Vieill. – Eugène Vieillard (1819–1896)
- Viera y Clavijo – José de Viera y Clavijo (1731–1813)
- Vierh. – Friedrich Karl Max Vierhapper (1876–1932) (son of Friedrich Vierhapper (1844–1903))
- Vietz – Ferdinand Bernhard Vietz (1772–1815)
- Vig. – Louis Guillaume Alexandre Viguier (1790–1867)
- Vignolo – Ferdinando Vignolo-Lutati (1878–1965)
- Vilh. – Jan Vilhelm (1876–1931)
- Vill. – Dominique Villars (1745–1814)
- Villada – Manuel Maria Villada (1841–1924)
- Villar – Emile Huguet del Villar (1871–1951)
- Villarroel – Daniel Villarroel (n. 1981)
- Villar-Seoane – Liliana Mónica Villar de Seoane (n. 1953)
- Villaseñor – José Luis Villaseñor (n. 1954)
- Vilm. – Pierre Louis François Lévêque de Vilmorin (1816–1860)
- Vink – Willem Vink (n. 1931)
- Virot – Robert Virot (1915–2002)
- Vis. – Roberto de Visiani (1800–1878)
- Vitman – Fulgenzio Vitman (1728–1806)
- Vittad. – Carlo Vittadini (1800–1865)
- Viv. – Domenico Viviani (1772–1840)
- Viv.-Morel – Joseph Victor Viviand-Morel (1843–1915)
- V.J.Chapm. – Valentine Jackson Chapman (1910–1980)
- Vl.V.Nikitin – Vladimir V. Nikitin (fl. 1996)
- V.M.Badillo – Victor Manuel Badillo (n. 1920)
- V.M.Bates – Vernon M. Bates (fl. 1984)
- Vöcht. – Hermann Vöchting (1847–1917)
- Voeltzk. – Alfred Voeltzkow (1860–1947)
- Vogel – Julius Rudolph Theodor Vogel (1812–1841)
- Voigt – Joachim Otto Voigt (1798–1843)
- Volkart – Albert Volkart (1873–1951)
- Volkens – Georg Ludwig August Volkens (1855–1917)
- Voss – Andreas Voss (1857–1924)
- V.P.Castro – Vitorino Paiva Castro (n. 1942)
- V.P.Prasad – Vadhyaruparambil Prabhakaran Prasad (n. 1960)
- V.Prakash – Ved Prakash (1957–2000)
- V.S.White – Violetta Susan Elizabeth White (1875–1949)
- Vuk. – Ljudevit Farkaš Vukotinović (1813–1893)
- Vural – Mecit Vural (fl. 1983)
- Vved. – Alexei Ivanovich Vvedensky (1898–1972)
- V.V.Nikitin – Vasilii Vasilevich Nikitin (1906–1988)

## W–Z
| Liste: Sus | A | B | C | D | E F | G | H | I J | K L | M | N O | P | Q R | S | T U V | W X Y Z |

Pentru a găsi intrări ce încep cu W–Z, folosiți cuprinsul de mai sus.